# 栃原念仏道場
栃原念仏道場（とちはらねんぶつどうじょう）は、富山県南砺市（旧利賀村）栃原地区に存在した真宗大谷派の寺院（廃寺）。
栃原村の全戸移転により廃寺となったが、跡地が史跡として、安室地区に移された什器が有形文化財として、それぞれ市指定文化財とされている。

## 概要
栃原道場は井波瑞泉寺を開いた本願寺5代綽如の旧跡と伝えられており、古くから瑞泉寺との繋がりの強い道場であった。瑞泉寺所蔵の『闘諍記』によると、文明13年の一向一揆（田屋川原の戦い）では、栃原が万一の際に瑞泉寺が避難する先として定められていたという。
その後、天正9年（1581年）に佐々成政の攻撃によって瑞泉寺が陥落した際には、実際に瑞泉寺7代顕秀らが栃原に避難したと伝えられている。しかし、本願寺が東西に分裂し、井波瑞泉寺が東方につくと、西方に留まることを選んだ門徒が城端瑞泉寺を形成した。寛政年間の「五ケ山之道場しらべ」では「城端瑞泉寺道場　栃原村　次郎右衛門」と記されているため、栃原道場は本願寺の東西分派をきっかけに井波瑞泉寺下を離れ、西本願寺派の城端瑞泉寺に属したようである。以後、次郎右衛門（吉田家）が代々道場守を務めて近代にいたっている。
江戸時代、栃原は五箇山と井波を結ぶ峠越えの要衝で、近辺の村々に比べても大規模な集落であり、栃原道場は周辺住民の心の拠り所とされていた。しかし戦後は栃原集落の過疎化が進み、昭和51年（1976年）に栃原村が全戸移転により廃村となったため、現在は道場として機能していない。ただし、栃原から移転した住民の多数は井波町安室周辺に集中して移住したため、道場守（吉田家）の移転先家宅内に内道場が再建されている。この内道場に移された伝綽如上人遺物（中啓・念珠・掛軸・仏像）は井波町の、栃原道場跡は利賀村の、それぞれ文化財に指定され、現在はどちらも南砺市に引き継がれている。

## 栃原念仏道場什物
上述したように、栃原念仏道場は栃原村の全戸移転により廃寺となったが、安室にて内道場が再建されている。この内道場には本願寺5代綽如が北陸教化の際に愛用したと伝えられる什器が遷されており、歴史的価値の高いものとして昭和61年2月26日に井波町の有形文化財に指定された。

## 五箇山の瑞泉寺下道場
上述したように栃原道場は井波瑞泉寺下の道場として始まった寺院であり、他にも下梨谷・小谷地域の庄川左岸地区に瑞泉寺下門徒が集中している。本願寺が東西に分裂し、井波瑞泉寺が東方につくと、西方に留まることを選んだ門徒が城端瑞泉寺を形成した。このため、五箇山地域の門徒衆も井波瑞泉寺と城端瑞泉寺の二派に別れ、現在に至っている。
| 戦国時代      | 戦国時代   | 江戸時代      | 江戸時代   | 近現代        | 近現代     |
| ------------- | ---------- | ------------- | ---------- | ------------- | ---------- |
| 井波 瑞泉寺下 | 下梨道場   | 井波 瑞泉寺下 | 下梨道場   | 下梨瑞願寺    | 下梨瑞願寺 |
| 井波 瑞泉寺下 | 小来栖道場 | 井波 瑞泉寺下 | 小来栖道場 | 井波 誓立寺下 | 小来栖道場 |
| 井波 瑞泉寺下 | 梨谷道場   | 井波 瑞泉寺下 | 梨谷道場   | 井波 誓立寺下 | 梨谷道場   |
| 井波 瑞泉寺下 | -          | 井波 瑞泉寺下 | 上松尾道場 | 井波 誓立寺下 | 上松尾道場 |
| 井波 瑞泉寺下 | 籠渡道場   | 城端 瑞泉寺下 | 籠渡道場   | 城端 瑞泉寺下 | 籠渡道場   |
| 井波 瑞泉寺下 | 栃原道場   | 城端 瑞泉寺下 | 栃原道場   | 城端 瑞泉寺下 | 栃原道場   |